# Aguja Bífida
La aguja Bífida es una montaña en Chile que se encuentra ubicada en el sitio natural Cordillera del Chaltén del parque nacional Bernardo O'Higgins en la comuna de Natales, provincia de Última Esperanza en la región de Magallanes y Antártica Chilena. Es parte del cordón Torre.
Anteriormente al acuerdo de 1998 entre Argentina y Chile, la aguja se encontraba reclamada por Argentina, sin embargo, este país reconoció la soberanía chilena total sobre la aguja en el acuerdo mencionado por lo que ya no se encuentra en disputa.